# Йосиповка (Зборовская городская община)
Йосиповка (укр. Йосипівка) — село в Зборовской городской общине Тернопольского района Тернопольской области Украины.
Код КОАТУУ — 6122682502. Население по переписи 2001 года составляло 117 человек.
До 2020 года входило в Зборовский район.

## Географическое положение
Село Йосиповка находится на расстоянии в 1 км от сёл Цецовка и Августовка (Козовский район) и в 1,5 км от села Годов.

## История
- 1450 год — дата основания.